# Xã Peabody, Quận Bottineau, Bắc Dakota
Xã Peabody (tiếng Anh: Peabody Township) là một xã thuộc quận Bottineau, tiểu bang Bắc Dakota, Hoa Kỳ. Năm 2010, dân số của xã này là 18 người.